# Razenbach
Der Razenbach ist ein knapp anderthalb Kilometer langer Bach in der Stadtteilgemarkung Großaltdorf der Kleinstadt Vellberg im Landkreis Schwäbisch Hall im nordöstlichen Baden-Württemberg, der nach insgesamt südsüdöstlichem Lauf nahe dem Ostrand des Dorfes Großaltdorf von rechts in den mittleren Aalenbach mündet.

## Geographie

### Verlauf
Der Razenbach entsteht auf etwa 420 m ü. NHN an der Südseite eines von der K 2668 Ilshofen-Oberaspach–Großaltdorf nach Osten abgehenden Feldweges, der das Gewann Aspacher Höhe im Norden von den Gewannen Aspacher Wegäcker und Gründle im Süden trennt. Zwischen diesen letzten beiden Gewannen zieht der Bachgraben recht flach und in sehr langgestreckter Schlängelung auf seiner ersten Laufhälfte nach Süden, wobei auf dem zweiten Teilstück dieses Abschnittes das Gewann Ratzenbach (!) links auf das Gründle folgt. Der Bachlauf zwischen großen, flurbereinigten Ackerflächen bleibt dabei völlig frei von Baum oder Strauch am Ufer.
Nach dieser Strecke unterquert der Bach einen weiteren von der Kreisstraße nach Osten abgehenden Feldweg und wendet sich dann nach Südosten. Er beginnt sich nun erstmals einzutiefen. Nach einem weiteren Viertel seines Laufes, erst zwischen Länderäckern rechts und Bockäckern links, dann unter der Bahnstrecke Crailsheim–Heilbronn hindurch, durch ein kleines Feldgehölz und wiederum unter einem der Bahnstrecke parallel folgenden Wirtschaftsweg hindurch, liegen links nun zwei kleine Teiche, an denen der kleine rundliche Bau eines historischen Pumpwerks steht. Diesem gegenüber folgt in rund hundert Metern Entfernung nun die Siedlungsgrenze von Großaltdorf parallel dem Bachlauf. Vor dem Osteck des Großaltdorfer Siedlungsbereichs mündet der Razenbach dann auf 393,3 m ü. NHN von rechts in den mittleren Aalenbach, weniger als hundert Meter vor dem Zufluss des Zimmerbachs von der anderen Seite.
Der Razenbach mündet nach etwa 1,4 km langem Lauf mit mittlerem Sohlgefälle von rund 20 ‰ etwa 27 Höhenmeter unterhalb seines Ursprungs an der Aspacher Höhe.

### Einzugsgebiet
Das Einzugsgebiet des Razenbachs ist etwa 0,8 km² groß und liegt, naturräumlich gesehen, im Unterraum Haller Ebene der Hohenloher und Haller Ebene. Es ist ein an der nördlichen Wasserscheide auf der von Süden her wenig prominent erscheinenden Aspacher Höhe bis etwa 429 m ü. NHN hohes, weit überwiegend von großen flurbereinigten Feldern eingenommenes Gebiet, das bis auf einen winzigen Randstreifen dort im Norden, der zum Stadtteil Unteraspach von Ilshofen gehört, ganz auf der Gemarkung des Stadtteils Großaltdorf von Vellberg liegt. Ein Teil der in der zweiten Hälfte des 20. Jahrhunderts dazugekommenen nordöstlichen Ortserweiterung des Dorfes Großaltdorf ragt im Südwesten ins sonst völlig unbesiedelte Einzugsgebiet.
Dieses ist reihum umgeben von den Einzugsgebieten der folgenden Nachbargewässer:
- Im Norden zieht hinter der Aspacher Höhe der Hohteichbach westwärts zur Schmerach;
- im Osten entwässert der Emersbach vor dem Razenbach zur Aalenbach, der wie weiter abwärts die Schmerach ein rechter Zufluss der Bühler ist;
- jenseits der kurzen südwestlichen Wasserscheide durch das zum Aalenbach hin auch in einer Mulde abfallende Großaltdorf gibt es keine offenen Zuflüsse zu diesem;
- im Westen liegt das Quellgebiet des Baches durch die Kappisklinge, die zum Bühlertal führt;
- im Nordwesten liegt das Quellgebiet des Finsterbachs, eines Zuflusses wiederum der Schmerach.

### Zuflüsse und Seen
Liste der Zuflüsse und  Seen von der Quelle zur Mündung. Gewässerlänge, Seefläche, Einzugsgebiet und Höhe nach den entsprechenden Layern auf der Onlinekarte der LUBW. Andere Quellen für die Angaben sind vermerkt.
Ursprung des Razenbachs auf etwa 420 m ü. NHN am Feldweg zwischen den Gewannen Aspacher Höhe und Aspacher Wegäcker bzw..Gründle. Der Bach fließt zunächst ungefähr südwärts.
- (Graben aus den Länderäckern), von rechts und Westsüdwesten auf etwa 413 m ü. NHN zwischen Laufknick und Bahnstrecke, ca. 0,5 km und wenig über 0,1 km². Entsteht auf etwa 409 m ü. NHN am Feldweg zwischen den Gewannen Rappensee und Länderäcker.
- Passiert auf etwa 400 m ü. NHN wenig nach der Bahnstrecke zwei Teiche beim alten Pumpwerk links am Lauf, zusammen unter  0,1 ha.

Mündung des Razenbachs von rechts und zuletzt Nordwesten auf 393,3 m ü. NHN etwa hundert Meter östlich der Ortsgrenze von Großaltdorf in den mittleren Aalenbach. Der Bach ist 1,4 km lang und hat ein ca. 0,8 km² großes Einzugsgebiet.

## Geologie
Im weit überwiegenden Teil des Einzugsgebietes liegt Lösssediment aus quartärer Ablagerung, rechtsseits des Baches bis an den Rand der Aalenbachaue, linksseits bis zum Laufknick am Mittellauf.  Auf dieser Seite liegt in der tieferen Talmulde Lettenkeuper (Erfurt-Formation) , weiter hangwärts und gegen die Mündung zu auskeilend darüber Gipskeuper (Grabfeld-Formation). Der Razenbach läuft fast von Anfang an und bis an den Rand der von Auenlehmen eingenommenen Aaalenbachaue in einem nicht sehr breiten Schwemmlandstreifen.

## Geschichte
Ein vom Hoch- bis ins Spätmittelalter urkundlich belegter Ort Steffensbach im Bereich des Mittellaufes lag nach der ersten württembergischen Karte der Region spätestens 1851 wüst und wird schon zuvor in der einschlägigen Württembergischen Oberamtsbeschreibung von 1847 nicht einmal mehr erwähnt. Das Messtischblatt von 1937 aus der Zeit noch vor der Flurbereinigung zeichnet den nördlichen Teil des heutigen Laufes nicht ein, zeigt aber dort im Unterschied zu heute, da die Äcker bis an den Lauf reichen, einen breiten Wiesenstreifen um dessen Achse.
Das Pumpwerk links am Ufer nach der Unterquerung der Bahnstrecke diente früher der Wasserversorgung und ist heute außer Funktion. Ganz nahe an ihm zeichnet das Messtischblatt von 1937 eine Quelle am Unterhang ein.

### LUBW
Amtliche Online-Gewässerkarte mit passendem Ausschnitt und den hier benutzten Layern: Lauf und Einzugsgebiet des Razenbachs

Allgemeiner Einstieg ohne Voreinstellungen und Layer: Daten- und Kartendienst der Landesanstalt für Umwelt Baden-Württemberg (LUBW) (Hinweise)
1. 1 2 3  Höhe nach dem Höhenlinienbild auf dem Hintergrundlayer Topographische Karte.
2. 1 2  Höhe nach grauer Beschriftung auf dem Hintergrundlayer Topographische Karte.
3. 1 2  Länge nach dem Layer Gewässernetz (AWGN).
4. 1 2  Einzugsgebiet abgemessen auf dem Hintergrundlayer Topographische Karte.
5. ↑  Länge abgemessen auf dem Hintergrundlayer Topographische Karte.
6. ↑  Seefläche abgemessen auf dem Hintergrundlayer Topographische Karte.

### Andere Belege und Anmerkungen
1. ↑  Wolf-Dieter Sick: Geographische Landesaufnahme: Die naturräumlichen Einheiten auf Blatt 162 Rothenburg o. d. Tauber. Bundesanstalt für Landeskunde, Bad Godesberg 1962. → Online-Karte (PDF; 4,7 MB)
2. ↑  Geologie nach den Layern zu Geologische Karte 1:50.000 auf: Mapserver des Landesamtes für Geologie, Rohstoffe und Bergbau (LGRB) (Hinweise)
3. ↑  Geschichte nach:
  - Topographischer Atlas des Königreichs Württemberg, Blatt Nr. 12 (in Herausgabeordnung Nr. XXV) Ellwangen von 1851 (PDF, 6,1 MByte)
  - Kapitel zur Gemeinde Groß-Altdorf der Beschreibung des Oberamts Hall von 1847
  - Meßtischblatt 6825 Ilshofen von 1937 in der Deutschen Fotothek
  - Großaltdorf – Altgemeinde ~ Teilort, Seite des landesgeschichtlichen Informationssystems www.leo-bw.de zu Großaltdorf
  - Vellberg-Großaltdorf: Pumpwerk, 2004, Seite des landesgeschichtlichen Informationssystems www.leo-bw.de zum Pumpwerk mit Bild.
  - Mündliche Auskunft des Rathauses Vellberg vom August 2020.

Urkundsbelege für Steffensbach nach www.leo-bw.de. Nach telefonischer Auskunft der Vellberger Stadtverwaltung (August 2020) diente das Pumpwerk früher der Wasserversorgung von Großaltdorf, ist aber inzwischen nach Beitritt der Stadt zum Zweckverband Wasserversorgung Nordostwürttemberg funktionslos. Ob es sein Wasser aus dem Razenbach oder aus einer Quelle bezog, war dort nicht bekannt.